# Starpery Technology
Shenzhen Starpery Technology Co., Ltd. é uma fabricante de bonecos sexuais criada em 2020 por  Zhou L. H. Ela está localizada em Huizhou, na China.

## Histórico
A empresa foi criada com o objetivo de fabricar tecnologia de inteligência artificial para bonecas sexuais. Ela produz bonecos realistas, tanto femininos quanto masculinos, de silicone com esqueleto de metal. Os bonecos são conhecidos por serem leves e eram capazes apenas de realizar interações simples.
Além disso, a empresa também declarou querer criar robôs capazes de realizar diversas tarefas, e foi anunciado para 2025 um robô capaz de ajudar pessoas com deficiências físicas e idosos.
A maior parte de sua produção é para o mercado externo, como os Estados Unidos, Sudeste Asiático, Oceania e o Leste Europeu. Isso se dá principalmente pela China ser um país conservador. Em 2024, a empresa anunciou que penetraria no mercado chinês.
Em 2024, a empresa anunciou o lançamento para agosto de um protótipo de boneca sexual que reage a movimentos e a fala através de sensores. Ela funciona como um chatbot treinado com modelo de linguagem de grande escala. A linguagem de programação usada foi criada pela própria empresa.